# Nybrogatan, Stockholm

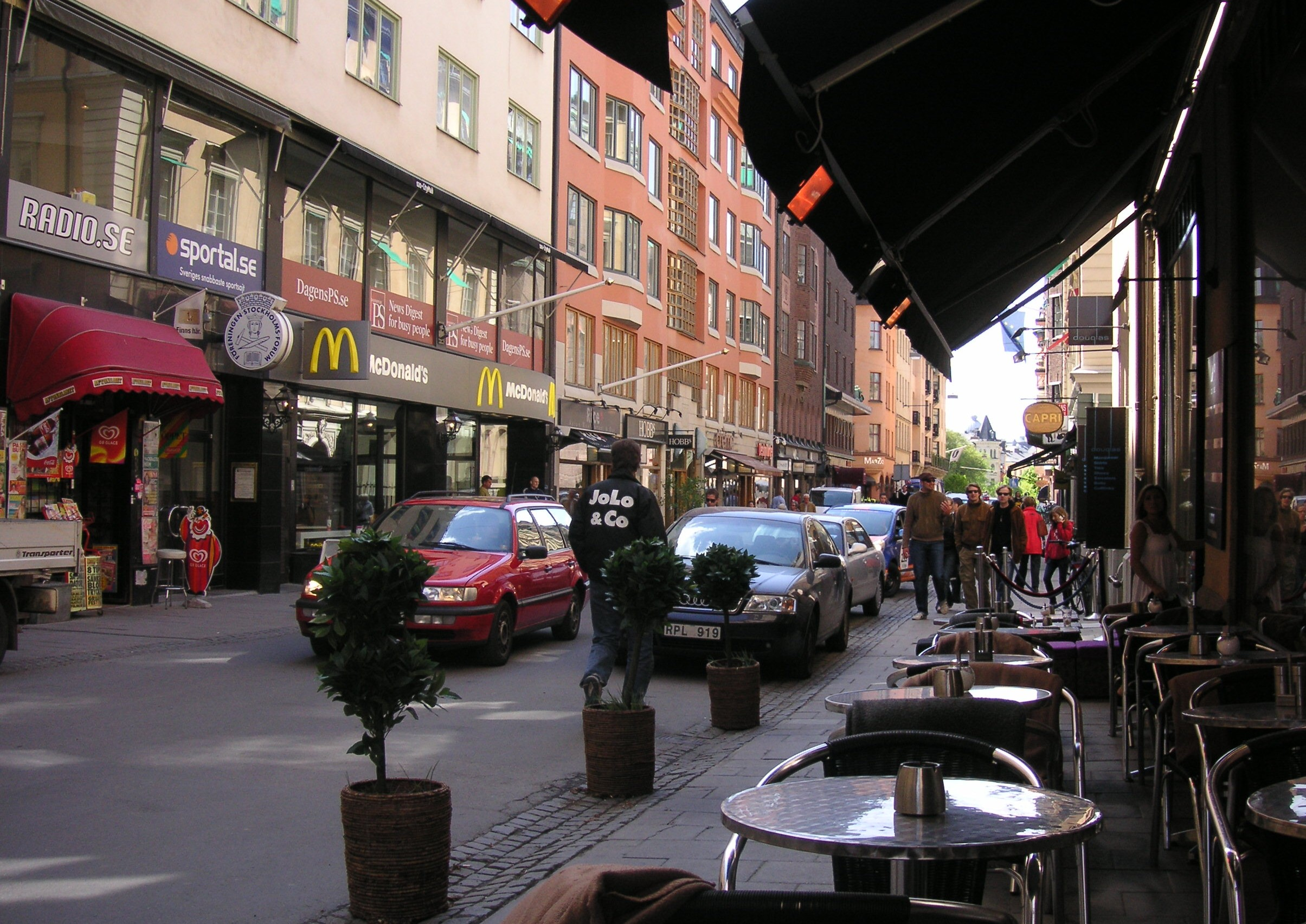
Nybrogatan söderut, i höjd med Riddargatan.

Nybrogatan är en gata på Östermalm i Stockholms innerstad, som sträcker sig från Nybroplan till Valhallavägen.

## Historik

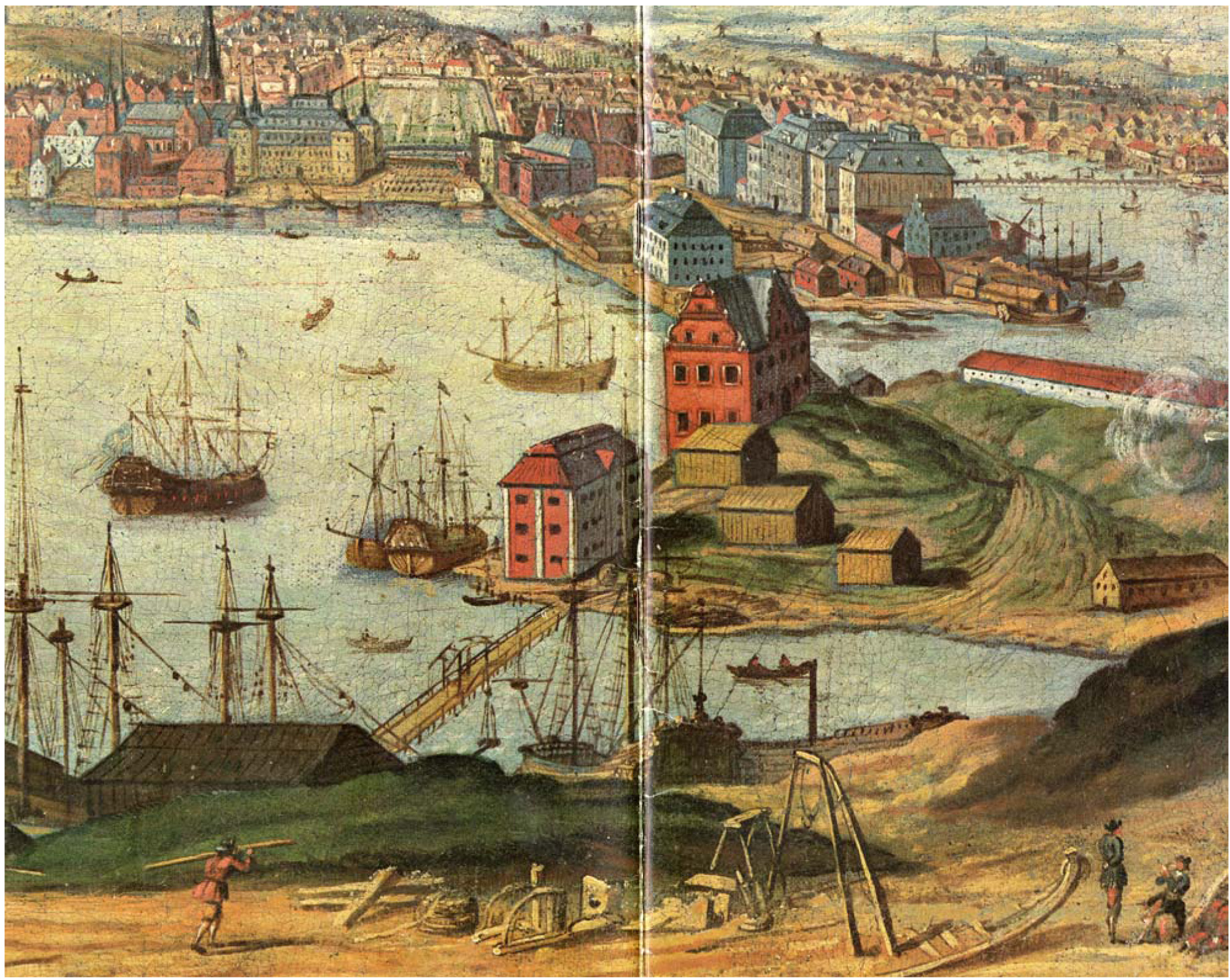
Skeppsholmen och Blasieholmen sedda från Kastellholmen omkring år 1700, med Nybron i övre högra hörnet. Okänd konstnär.

En bro byggdes över Ladugårdslandsviken omkring 1640. Nybroviken fick sitt namn av bron (Nybron). Bron var försedd med genomseglingsklaff. Vattnet nådde då ända upp till Packartorget, nuvarande Norrmalmstorg. När denna del av Nybroviken som befann sig innanför Nybron, Katthavet, började fyllas igen på 1850-talet revs bron. Delar av brons staket fungerar ännu idag som staket för Berzelii park. Bron gav gatan dess namn, Nybrogatan, 1864. Den övre delen av denna gata (norr om Östermalmstorg) hette tidigare Seved Bååthsgatan. Den ledde då bara till Tyskbagarbergen, men i och med sprängningarna för Karl XV:s port 1861–1868 kunde den knytas samman med Valhallavägen. Nybrogatan har haft flera namn, Nya Brogatan, Ladugårdslandsbrogatan och Nya Ladugårdsbrogatan.
På Nybrogatan 42 öppnade Arvid Nordquist 1884 sin första butik. Han gjorde sig snabbt känd för kvalitetsvaror, inte minst Classic kaffe.
År 2008 döptes sträckningen av Smålandsgatan från Birger Jarlsgatan till sitt slut vid Nybrogatan och Dramatens baksida namn till Ingmar Bergmans gata. I korsningen har fastigheten i nordvästra hörnet ett skuret hörn, vilket skapar en liten triangulär plats som samtidigt fick namnet Ingmar Bergmans plats. Ingmar Bergman var aktiv på Dramaten både som regissör och teaterchef.